# 만성 콩팥병
만성 신부전(慢性腎不全, 영어: chronic kidney disease, chronic renal disease, CKD)은 수개월 또는 수년에 걸쳐 신장 기능이 점진적으로 소실되는 것을 말한다.

## 증상
- 혈압 증가
- 요소의 축적으로 인한 고질소혈증, 요독증
- 혈중 칼륨 축적
- 에리트로포이에틴 합성 감소로 인한 빈혈
- 체액 평형 과부하
- 고인산혈증
- 저칼슘혈증
- CKD-MBD
- 대사성산성증
- 철 결핍성 빈혈

## 진단

### 심각도 단계
| CKD 단계 | GFR 수준 (mL/min/1.73 m2) |
| -------- | ------------------------- |
| 단계 1   | ≥ 90                      |
| 단계 2   | 60 – 89                   |
| 단계 3   | 30 – 59                   |
| 단계 4   | 15 – 29                   |
| 단계 5   | < 15                      |

사구체여과치(GFR)가 3개월 간 60 ml/min/1.73 m2 미만의 환자라면 누구든지 신장 위해의 존재 여부에 관계 없이 만성 신부전 환자로 분류된다.

## 치료
다른 위험 요소를 제어하는 것 이외에, 치료의 목적은 CKD의 진행도를 1단계까지 떨어트리거나 중단시키는 것이다. 실현 가능하다면 본래의 질병 치료라든지 혈압을 통제하는 것이 일반적인 관리 방법이다.

## 같이 보기
- 만성피로증후군(CFS)
- 대사 증후군(메터볼릭 신드롬)